# Lego Ninjago
Lego Ninjago er en produktlinje produceret af den danske legetøjskoncern LEGO, der blev introduceret i 2011. Det er den første serie, som er baseret på ninjaer siden Lego Ninja ophørte i 2000. Det indeholder en del elementer fra det tidligere tema, men en af de primære forskelle er, at Lego Ninjago også indeholder en historie, der særligt bliver fortalt i tv-serien Ninjago: Masters of Spinjitzu.
Temaet blev hurtigt populært og var succesfuldt i de første par år, inden man planlagde at stoppe det i 2013. Efter en kort pause blev temaet genoplivet efter feedback fra fans, og det har været i produktion siden.
I serien er der også blevet produceret animationsfilmen Lego Ninjago Filmen fra 2017